# Sun in My Pocket
Sun in My Pocket è il singolo d'esordio del duo elettrorap sudafricano Locnville. Singolo più trasmesso dalle radio sudafricane nel 2010, è il brano che ha reso famosi i Locnville anche in Italia. Il video della canzone era stato postato su YouTube già l'11 agosto 2009, ma si è dovuto aspettare il 22 febbraio 2010 per l'uscita vera e propria del singolo. È stata usata come canzone per il videogioco di calcio FIFA 11.